# NN-60
La carretera NN‑60 es una vía colectora secundaria ubicada en el departamento de Jinotega. Su trazado de 22,1 km permite la conexión entre la zona norte del municipio de San Sebastián de Yalí y el empalme con la NN-58, lo que facilita la comunicación interna de este sector montañoso del país. Fue rehabilitada en 2016.

## Trazado y cruces
| km   | Localidad / Punto     | Departamento | Conexión / Ruta |
| ---- | --------------------- | ------------ | --------------- |
| 0,0  | San Sebastián de Yalí | Jinotega     | Inicio de ruta  |
| 11,5 | Camino rural a El Cuá | Jinotega     | —               |
| 22,1 | Empalme El Cacao      | Jinotega     | NN 58           |

## Coordenadas
Un tramo de la NN‑60 se encuentra en: 13°18′42″N 86°02′46″O / 13.3117, -86.0461